# Square One (album single)
Ne doit pas être confondu avec Square One.
Albums de Blackpink
Square Two
(2016)
Singles
1. Boombayah
Sortie : 8 août 2016
2. Whistle
Sortie : 8 août 2016

Square One est le premier album single du girl group sud-coréen Blackpink. Il est sorti en version numérique le 8 août 2016 sous YG Entertainment et distribué sous KT Music. Les paroles ont été écrites par Teddy, Bekuh Boom et B.I d'iKON alors que la musique a été composée par Teddy, Future Bounce et Bekuh Boom.

## Promotion
Pour promouvoir Square One, Blackpink a tenu ses premières performances live de "Whistle" et "Boombayah" à l'Inkigayo de SBS, le 14 août 2016,. Une semaine plus tard, le 21 août, le groupe gagne sa première récompense lors d'un programme musical pour "Whistle" à l'Inkigayo, devenant le girl group ayant obtenu ce prix le plus rapidement.

## Liste des pistes
| Téléchargement numérique | Téléchargement numérique    | Téléchargement numérique | Téléchargement numérique         | Téléchargement numérique | Téléchargement numérique | Téléchargement numérique | Téléchargement numérique | Téléchargement numérique | Téléchargement numérique |
| No                       | Titre                       | Auteur                   | Producteur(s)                    | Durée                    |                          |                          |                          |                          |                          |
| ------------------------ | --------------------------- | ------------------------ | -------------------------------- | ------------------------ | ------------------------ | ------------------------ | ------------------------ | ------------------------ | ------------------------ |
| 1.                       | Whistle (휘파람; hwiparam)  | Teddy, Bekuh BOOM, B.I   | Teddy, Future Bounce, Bekuh BOOM | 3:32                     |                          |                          |                          |                          |                          |
| 2.                       | Boombayah (붐바야; bumbaya) | Teddy, Bekuh BOOM        | Teddy, Bekuh BOOM                | 4:01                     |                          |                          |                          |                          |                          |
| 7:33                     |                             |                          |                                  |                          |                          |                          |                          |                          |                          |

## Classements

### Classements hebdomadaires

#### "Whistle"
| Classement (2016)                  | Meilleure position |
| ---------------------------------- | ------------------ |
| South Korea (Gaon Digital Chart)   | 1                  |
| US World Digital Songs (Billboard) | 2                  |

#### "Boombayah"
| Classement (2016)                  | Meilleure position |
| ---------------------------------- | ------------------ |
| France (SNEP)                      | 196                |
| South Korea (Gaon Digital Chart)   | 7                  |
| US World Digital Songs (Billboard) | 1                  |